# 床之間

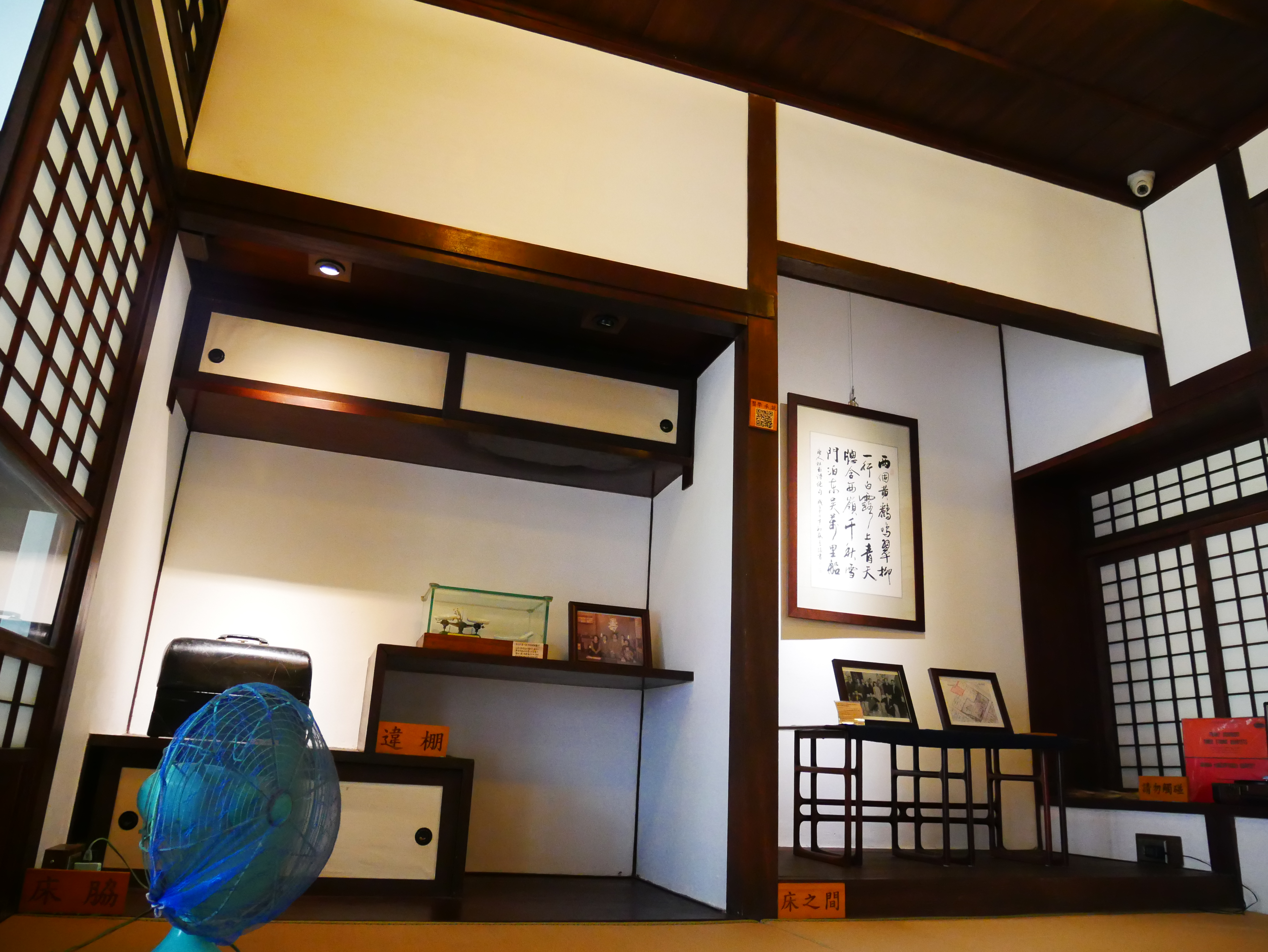
李克承博士故居床之間（右）與床脇（左）

床之間（日语：とこのま）又稱凹間，正式名稱為床（とこ），是日式建築裡和室的一種裝飾。在房間的一個角落做出一個內凹的小空間，主要由床柱、床框所構成。通常在其中會以掛軸、插花或盆景裝飾。凹間和其中的擺飾是傳統日本住宅內部必備的要素。凹間最早出現在安土桃山時代。一開始可能起源於禪宗僧侶用的佛壇，用來放置供奉物品，現代在日式房舍中的用途則為陳列插花與畫軸，以營造茶道的氛圍，或是烘托其他藝術品。
凹間前方的座位被視為上座，正確禮節必須安排最重要的賓客背對凹間而坐。這樣的禮儀是出於謙虛，主人不應該被認為要向賓客炫耀或展現凹間中的裝飾，因此絕不可安排賓客面向凹間而坐。而凹間也是嚴格禁止踏入的。
在江戶時代，一般平民建造凹間被認定是禁止的奢侈行為，而明治時代之後在和室設置凹間就變得十分普遍。到了近代由於懸掛字畫掛軸的習慣減少，有許多的和室並沒有建造凹間。就算是原本設置有凹間的和室，也有許多被改建為櫃子使用，甚至是擺放小型佛堂或牌位用。一些日式旅館的凹間也被作為放置電視或保險箱的地方。